# یوکیا تاماشیرو
یوکیا تاماشیرو (ژاپنی: 玉城 幸弥؛ زادهٔ ۱۰ سپتامبر ۱۹۹۳) یک بازیکن فوتبال اهل ژاپن است.
از باشگاه‌هایی که در آن بازی کرده‌است می‌توان به باشگاه فوتبال ریوکیو اشاره کرد.